# Arco de la Rua Augusta
El arco de Augusta o arco del triunfo de la Rua Augusta es un arco situado en la parte norte de la Praça do Comércio, en la Rua Augusta, en Lisboa (Portugal).

## Historia
Su construcción se inició después del terremoto de 1755, concretamente en 1775, pero esta primera versión sería demolida en 1777 (después del comienzo del reinado de la reina María I y la renuncia del marqués de Pombal). En 1873 comienza la construcción del segundo arco diseñado por el arquitecto Veríssimo José da Costa, quedando las obras terminadas en 1875.

## Descripción
En la parte superior del arco se pueden ver esculturas, mientras que un plano inferior podemos ver esculturas de Vitor Bastos. Las esculturas representan la Gloria, el Genio Supremo y el Valor. Las esculturas representan a: Nuno Álvares Pereira, Viriato, Vasco da Gama y el marqués de Pombal.
El texto en la parte superior del arco nos lleva a la grandeza de los descubrimientos portugueses y el descubrimiento de nuevos pueblos y culturas. 
El letrero reza: 

VIRTVTIBVS MAIORVM VT SIT OMNIBVS DOCVMENTO.PPD (Las virtudes de los más grandes, que sirve a todos los de la enseñanza. Dedicado a cargo del erario público).

## Galería de imágenes

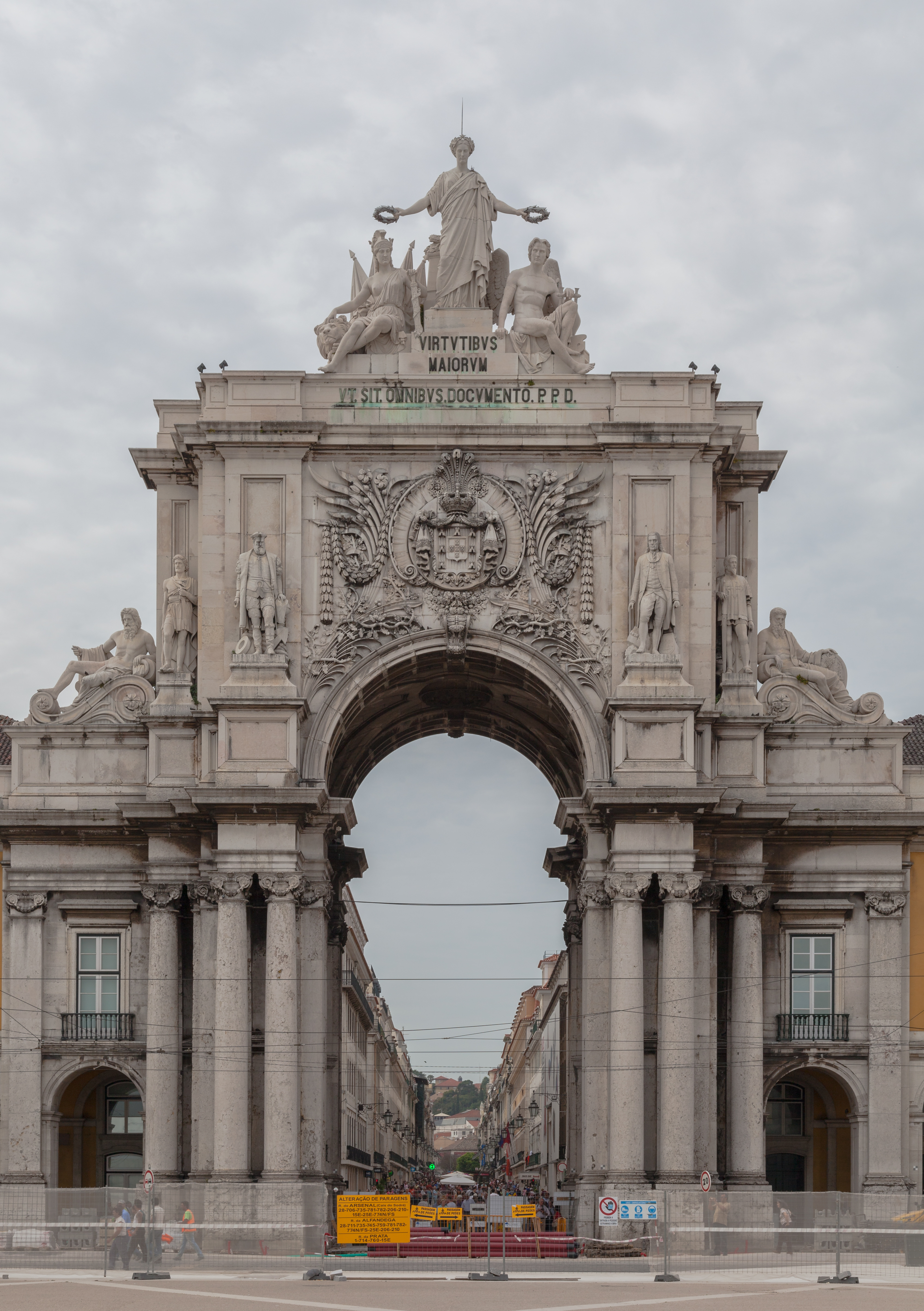
Vista frontal.
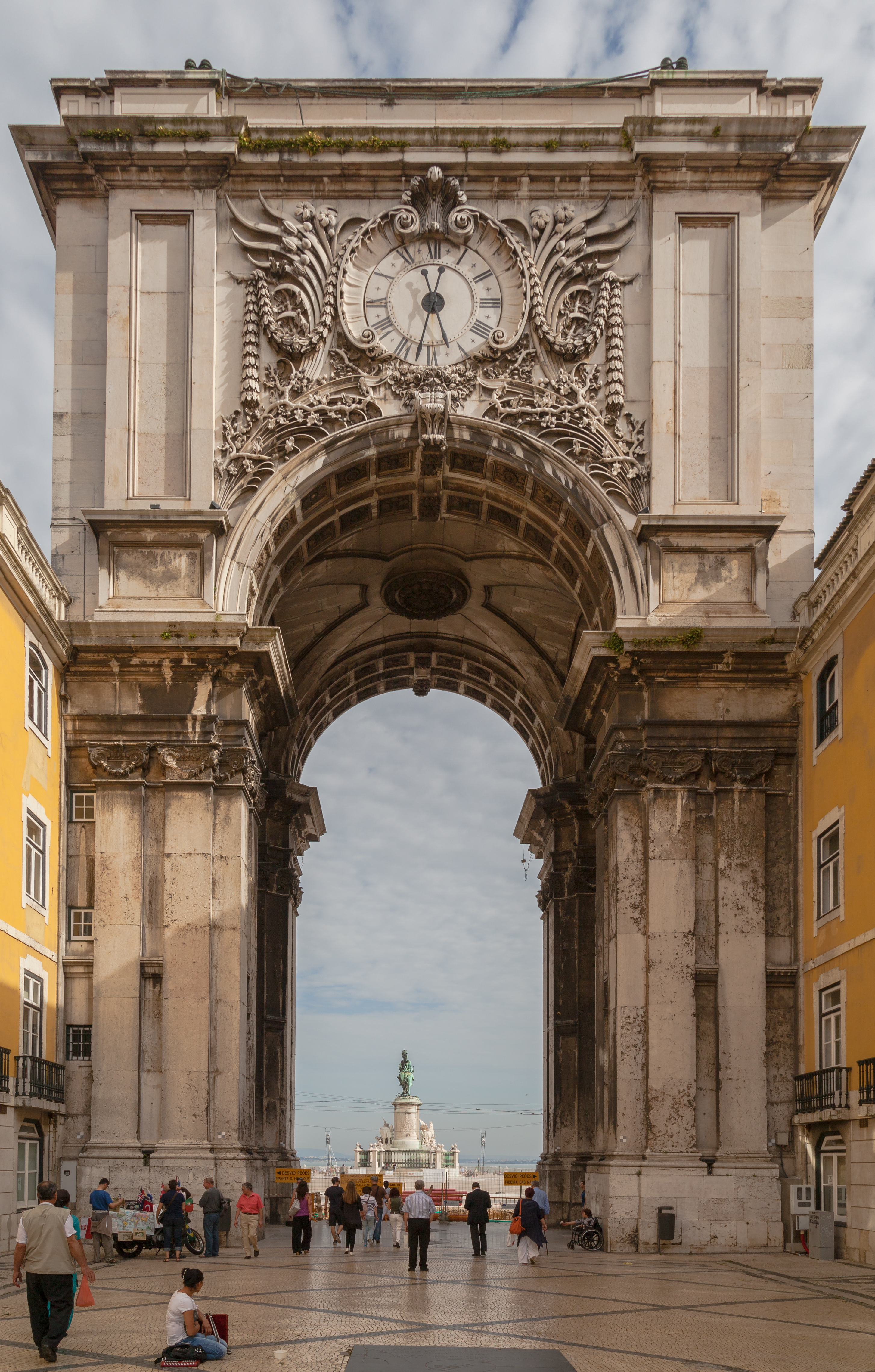
Vista posterior desde Rua Augusta.
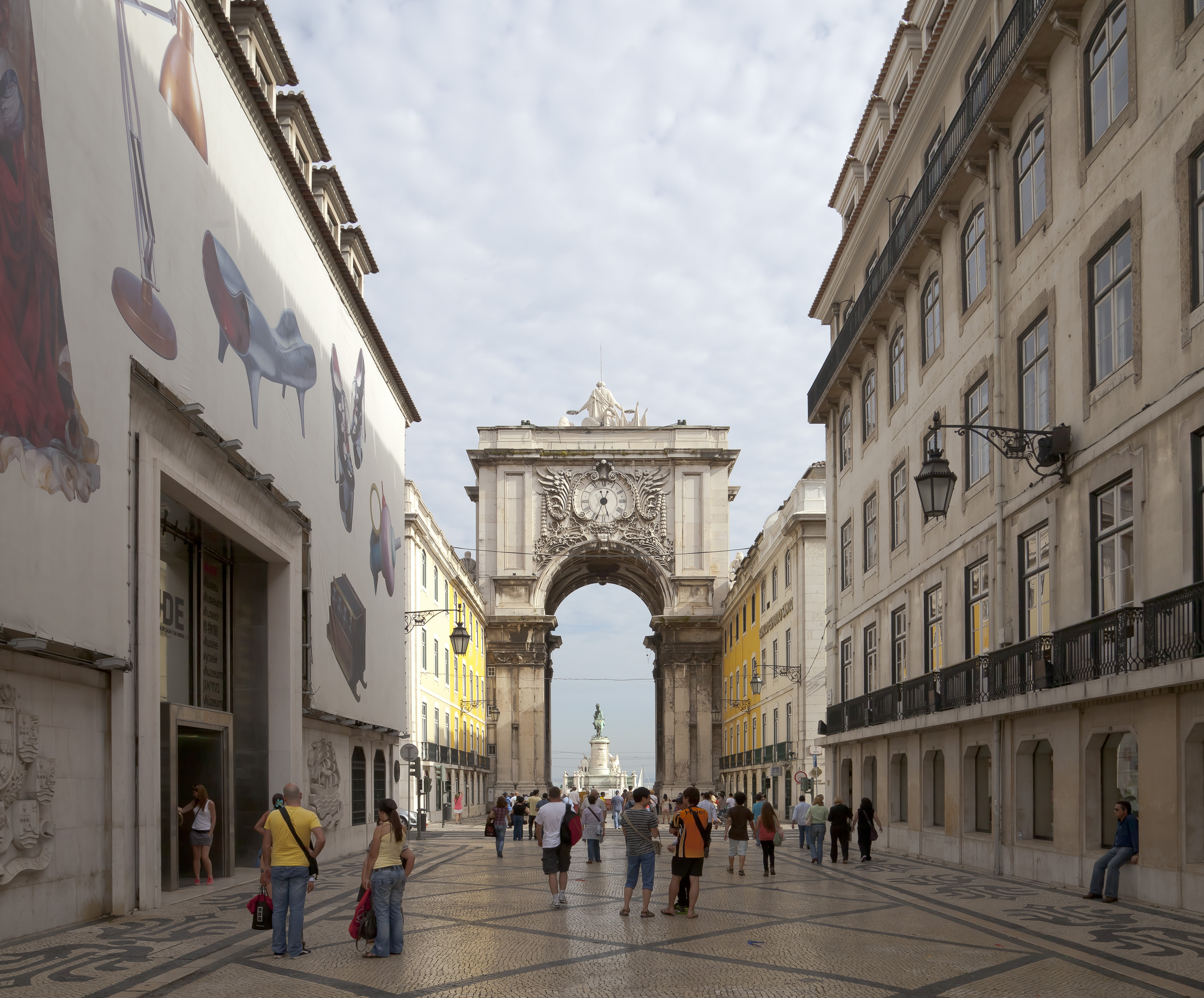
Vista del arco y Rua Augusta.
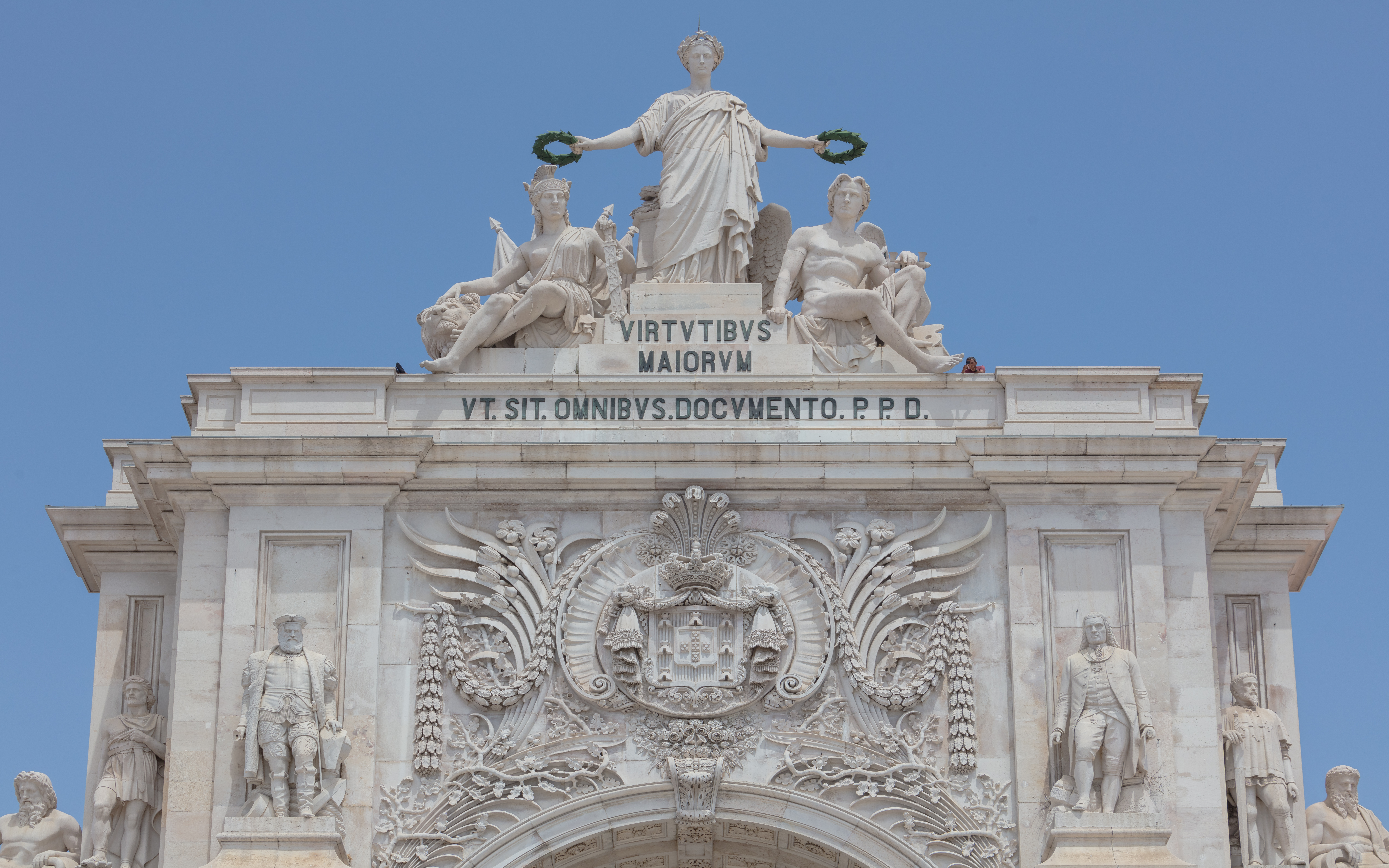
Detalle de la parte superior.
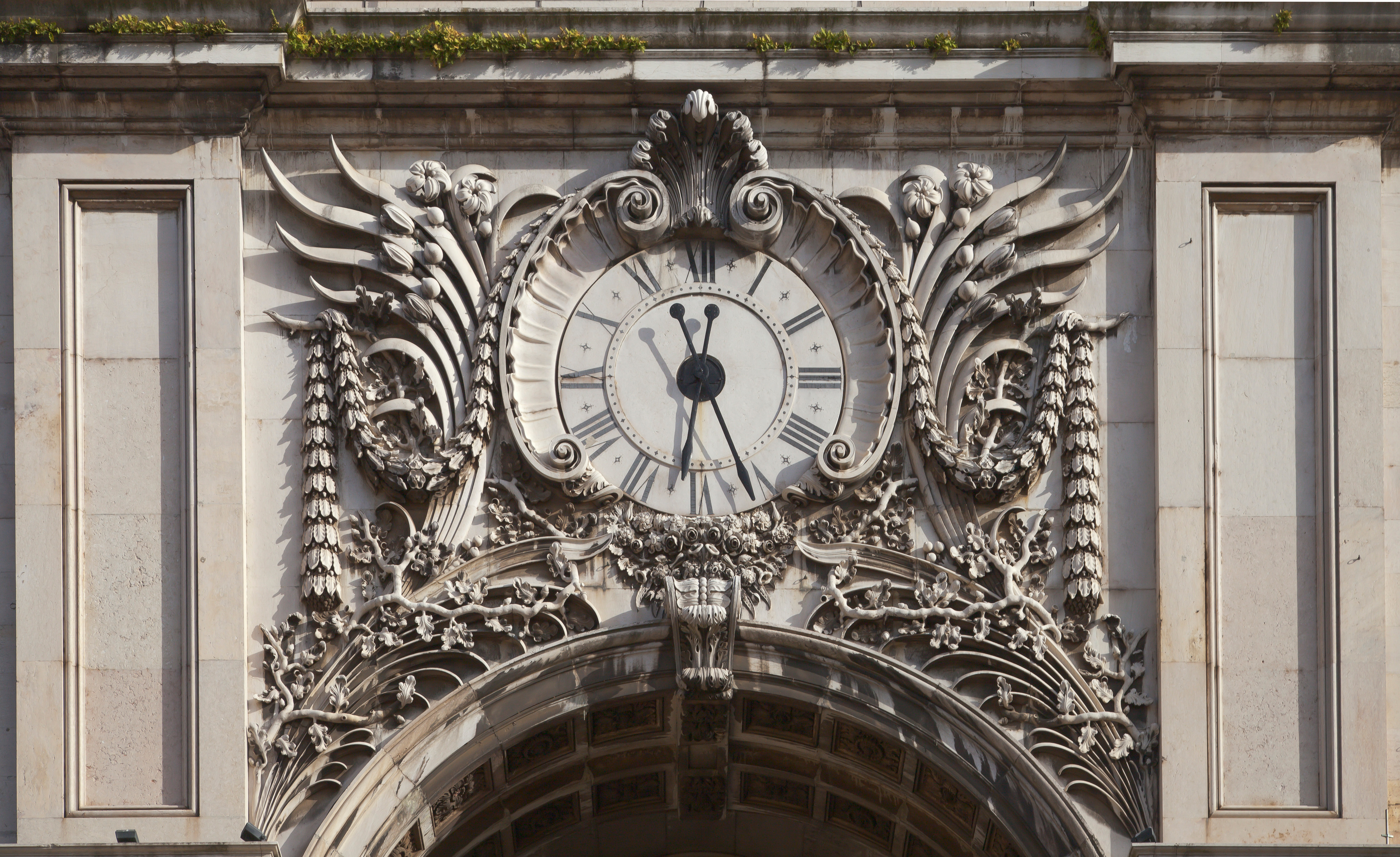
Detalle del reloj sobre el arco.